# 林安 (永樂進士)
林安，福建晋江人，明朝政治人物、進士出身。

## 生平
永樂九年，福建乙酉乡试中舉。永樂十三年，登乙未科進士，官至重慶府知府。